# Louis Wolff
Louis Wolff (ur. w 1898 w Bostonie, zm. 28 czerwca 1972) – amerykański kardiolog.
W 1930, razem z Johnem Parkinsonem i Paulem Dudleyem White'em opisał patomechanizm jednego z zaburzeń przewodnictwa w sercu, nazwanego na ich cześć zespołem Wolffa-Parkinsona-White’a.